# Kabupaten Sleman
Kabupaten Sleman är ett kabupaten i Indonesien.   Det ligger i provinsen Yogyakarta, i den västra delen av landet, 400 km öster om huvudstaden Jakarta. Antalet invånare är 1 203 939.